# Ауакатлан (город, Наярит)
Ауакатлан (исп. Ahuacatlán) — город в Мексике, штат Наярит, административный центр одноимённого муниципалитета. Численность населения, по данным переписи 2010 года, составила 6 754 человека.
Название Ahuacatlán с языка науатль можно перевести, как: место, где много авокадо. Происходит от слов ахуа, что означает авокадо, и тлан, которое означает место.

## География
Город расположен в 78 км от побережья Тихого океана на юге штата Наярит, к северу от города расположен вулкан Цеборуко.